# Kari Rissanen
Kari Rissanen (ur. 29 sierpnia 1966 w Helsinkach) – fiński piłkarz występujący na pozycji obrońcy. 

## Kariera klubowa
Rissanen karierę rozpoczynał w 1985 roku w pierwszoligowym zespole HJK. W ciągu siedmiu sezonów, cztery razy zdobył z nim mistrzostwo Finlandii (1985, 1987, 1988, 1990). W 1992 roku odszedł także pierwszoligowego Ilves, gdzie spędził sezon 1992.
W 1993 roku Rissanen został graczem drużyny FinnPa, również grającej w pierwszej lidze. Po zakończeniu sezonu 1995 został wypożyczony do szkockiego Dunfermline (Division Two), jednak przed kolejnym sezonem ligi fińskiej, wrócił do FinnPa. Występował tam do końca sezonu 1997.
Następnie przeszedł do duńskiego pierwszoligowca Ikast FS. W sezonie 1997/1998 spadł z nim do drugiej ligi. W 1999 roku odszedł do innego drugoligowca, FC Midtjylland, gdzie występował w sezonie 1999/2000. W 2000 roku Rissanen wrócił do Finlandii, gdzie został graczem klubu FC Jokerit. W sezonie 2000 wywalczył z nim wicemistrzostwo Finlandii. W 2001 roku przeniósł się do Atlantis FC, z którym w sezonie 2001 zdobył Puchar Finlandii.
W 2002 roku odszedł do AC Allianssi, gdzie w 2003 roku zakończył karierę.

## Kariera reprezentacyjna
W reprezentacji Finlandii Rissanen zadebiutował 7 lutego 1988 w przegranym 0:2 towarzyskim meczu z Maltą. 16 lutego 1996 w przegranym 2:5 towarzyskim pojedynku z Tajlandią strzelił swojego jedynego gola w kadrze. W latach 1988–1998 w drużynie narodowej rozegrał 24 spotkania.